# Justin Lester
Justin Harry Lester (ur. 30 września 1983) – amerykański zapaśnik w stylu klasycznym. Olimpijczyk z Londynu w 2012, gdzie zajął ósme miejsce w kategorii 66 kg.
Brązowy medalista mistrzostw świata z 2006 i 2007; piąty w 2011. Złoty medalista Igrzysk Panamerykańskich z 2007. Wicemistrz igrzysk wojskowych w 2015. Czwarty w Pucharze Świata w 2007. Brąz na uniwersjadzie w 2005 roku. W młodości zawodnik Northern Michigan University i Iowa State University